# Dino Villani
Dino Villani (Nogara, 16 agosto 1898 – Milano, 13 marzo 1989) è stato un pubblicitario, pittore, grafico, incisore e critico d'arte italiano.

## Biografia
Visse a Suzzara in provincia di Mantova, dal 1906 al 1930. Seguendo le orme del padre lavorò per le ferrovie dal 1916 al 1923, quando, licenziato per le sue idee socialiste, venne assunto come segretario presso la Ditta F.lli Bertazzoni di Suzzara restandovi per sette anni durante i quali si occupò della gestione degli alberghi della famiglia sulla riviera romagnola, in particolare a Rimini e Cattolica. Durante il periodo mantovano si dedicò alla pittura e alla incisione artistica.
Nel 1930 si trasferì a Milano cominciando a dedicarsi all'attività che gli procurò il successo, la pubblicità. In quei primi anni milanesi, insieme all'amico Guido Mazzali,  fu amministratore della società editrice “L'Ufficio Moderno - La Pubblicità” che pubblicava L'Ufficio Moderno e altre riviste dedicate all'organizzazione aziendale e alla pubblicità. Continuando ad applicarsi all'attività artistica diretta, partecipò ad alcune mostre a Mantova, Milano e Bruxelles; Villani iniziò ad occuparsi anche della cartellonistica, collaborando con Gino Boccasile, Marcello Dudovich, Leonetto Cappiello. Nel 1934 fu chiamato da Angelo Motta a creare e dirigere l'ufficio pubblicità della soc.Motta, ne disegnò il logo, che fece poi realizzare a Severo Pozzati (in arte Sepo) e istituì il premio Notte di Natale Angelo Motta. Per diffondere il consumo a livello nazionale dei suoi prodotti, Villani ebbe l'idea di premiare con un panettone di 12 kg i vincitori di tappa al Giro d'Italia. 
e successivamente, per spingere le esportazioni, replicò la medesima iniziativa al Tour de France, all'iniziativa fu dedicata nel 1937, con la vittoria di Roger Lapébie, la copertina di Paris Match. Altresì allo scopo di non interrompere l'attività produttiva alla fine della stagione dei panettoni natalizi, utilizzando la stessa pasta e gli stessi macchinari, ideò un nuovo dolce primaverile, la colomba di Pasqua chiamando a realizzare il famoso manifesto di lancio all'artista francese Cassandre.
Nel 1938 fu chiamato dal Duca Giuseppe Visconti di Modrone a dirigere l'ufficio pubblicità e vendite della Gi.Vi.Emme che controllava anche la Ditta Carlo Erba; per pubblicizzare un dentifricio di quest'ultima, nel 1939 lanciò con Cesare Zavattini il concorso fotografico «5000 lire per un sorriso» che nel 1946 diventò Miss Italia. Villani guidò la manifestazione fino al 1958, ceduta l'anno successivo a Enzo Mirigliani. Sempre con l'amico Cesare Zavattini nel 1948 inventò il “premio Suzzara”, al quale partecipò anche con due sue opere. Nel 1952 con Orio Vergani e alcuni amici fondò l'Accademia italiana della cucina la quale in sua memoria istituì il premio “Dino Villani”, riservato a chi ha concorso alla valorizzazione di prodotti alimentari italiani di qualità. Nel 1955 collaborò con Giordano Dell'Amore nella creazione, presso l'Università Bocconi, della Scuola di perfezionamento in economia aziendale per la formazione quadri direttivi di azienda, che in seguito si sarebbe trasformato in SDA Bocconi School of Management.  Nel1964, da un’idea di Dino Villani e da 12 ristoranti fondatori, nasce l’Unione Ristoranti del Buon Ricordo.
Nel 1949 fonda l'agenzia ORMA con la quale da prima si occupa della comunicazione ed eventi per conto della Gi.Vi.Emme e successivamente anche per clienti esterni. Con la sua agenzia porta in Italia e afferma numerose iniziative e feste funzionali alla promozione e lancio di nuovi prodotti. Per conto dell'Associazione Profumieri portò in Italia la festa della Mamma e la festa di San Valentino. Lavorò per enti del turismo per i quali curò la promozione di diversi territorio italiani e di iniziative di grande risonanza, tra queste la grande mostra del Mantegna tenutasi a Mantova nel 1964 ove organizzò, insieme ad Angelo Berti, il pranzo del Mantegna.
Nel 1988 viene insignito del titolo di Commendatore all'Ordine al Merito della Repubblica Italiana.
Muore a Milano il 13 marzo 1989. Il Comune di Milano iscrive il suo nome al Famedio del Cimitero Monumentale. Nel 2003 gli viene dedicata una strada a Milano, nei pressi del luogo dove si estendeva la fabbrica Gi.Vi.Emme.
Il 13 marzo 2024, a 35 anni dalla sua morte, i pro-nipoti hanno dato vita al Fondo Villani-Scarpellini per la conservazione e promozione dell'eredità culturale di Villani e della raccolta d'arte.

## Centro Documentazione “Dino Villani”
La Bibliomediateca Rai di Torino in quanto anche Centro Documentazione “Dino Villani” raccoglie e conserva libri, locandine, manifesti, ritagli stampa e cartoline collezionati da Dino Villani, oltre a 2.500 manifesti pubblicitari di artisti quali Dudovich, Erberto Carboni, Nico Edel, Gian Rossetti, Armando Testa, Sepo (Severo Pozzati) digitalizzati e consultabili a seguito del loro affidamento al Museo di Arte Contemporanea del Castello di Rivoli.
La Bibliomediateca Rai - Centro di Documentazione “Dino Villani” è a Torino al piano terra del Palazzo della Radio in via Verdi.

## Fondo Villani Scarpellini
Nel 2024 è stato costituito il Fondo Villani Scarpellini dai pronipoti di Dino Villani, con l'obiettivo di conservare e valorizzare il patrimonio archivistico e artistico legato alla sua figura. Il fondo custodisce l'archivio storico di Villani, composto da oltre 2.000 documenti, tra cui corrispondenza, fotografie, bozzetti pubblicitari e altri materiali che testimoniano la sua attività professionale e l'evoluzione della comunicazione pubblicitaria in Italia nel corso del Novecento.
Oltre all’archivio, il fondo gestisce anche la collezione d’arte privata di Villani, che comprende più di 150 opere di pittura e scultura realizzate nella prima metà del XX secolo, firmate da alcuni dei principali protagonisti della scena artistica italiana dell’epoca.

## Pubblicazioni
- La pubblicità e i suoi segreti, Milano, Editoriale Domus, 1946.
- La pubblicità ed i suoi mezzi, Milano, Giuffrè Editore, 1955.
- 50 [i.e. Cinquanta] anni di pubblicità in Italia, Milano, Editrice L'Ufficio moderno, 1957.
- Ritorno sul po Con xilografie dell'autore, Milano, Omnia, 1963.
- Storia del manifesto pubblicitario, Milano, Omnia, 1964.
- La pubblicità e i suoi mezzi, Milano, Giuffrè Editore, 1966.
- Confessioni di un persuasore, Milano, Ceschina Editore, 1972.